# Ischnoceros clivulus
Ischnoceros clivulus är en stekelart som beskrevs av Henry Keith Townes, Jr. 1957. Ischnoceros clivulus ingår i släktet Ischnoceros och familjen brokparasitsteklar. Inga underarter finns listade i Catalogue of Life.